# 綠鸚䲁
綠鸚䲁（學名：Scartichthys viridis），為輻鰭魚綱鳚形目䲁科鸚䲁屬的一種，分布於東南太平洋祕魯至智利瓦爾帕萊索(Valparaiso)海域，深度0至10公尺，背鰭硬棘12枚、背鰭軟條17-19枚、臀鰭硬棘2枚、臀鰭軟條19-20枚，體長可達19.7公分，棲息在沿海水淺的岩礁區，以藻類及有機碎屑為食，雌魚產附著性卵，雄魚有護卵行為，幼魚為浮游性，生活習性不明。